# شيرين بهان
شيرين بهان هي صحفية هندية ومذيعة أخبار (مواليد 20 أغسطس 1976م) وهي أيضًا مديرة التحرير لقناة سي ان بي سي 18. تولت شيرين المنصب اعتبارًا من 1 سبتمبر 2013 بعد أن قرر عديان موخيرجي التنحي عن منصبه.

## الحياة الشخصية
شيرين بهان من عائلة هندوسية كشميرية. أكملت تعليمها في كندريا فيديالايا في كشمير وأيضًا في مدرسة مدرسة القوات الجوية بال بهاراتي (A.F.B.B.S)، طريق لودهي، نيودلهي. تخرجت بهان من كلية سانت ستيفن، دلهي وحصلت على درجة علمية في الفلسفة وماجستير في دراسات الاتصال من جامعة بيون وتخصصت في مجال السينما والتلفزيون.

## الحياة المهنية
تتميز شيرين بهان بخبرة 15 عامًا، قضت 14 عامًا منها في تتبع أخبار الشركات والسياسة والأحداث التي حددت المشهد التجاري في الهند. بدأت شيرين حياتها المهنية في العمل كباحثة إخبارية في كاران ثابار في دار انتاجه Infotainmen Television. ثم انضمت إلى قسم الأخبار والشؤون الحالية في UTV وأنتجت برامج مثل We the People for Star TV وخط النار على SAB TV. انضمت إلى قناة سي ان بي سي 18 في ديسمبر 2000 حيث كانت مسؤولة عن مجموعة من القصص الإخبارية التي أعادت تعريف المشهد الاقتصادي الهندي في الآونة الأخيرة وأجرت مقابلات أيضًا مع بعض أكبر الأسماء في مجال التجارة، الأعمال والسياسة على الصعيدين المحلي والعالمي. شيرين أيضًا مذيعة ومحررة برنامج الشباب الأتراك، وهو أحد أطول العروض الهندية حول رواد الأعمال - وهو القسم الذي نجح على مدار الثلاثة عشر عامًا الماضية في بناء فئة متخصصة في برامج أخبار الأعمال. وتستضيف أيضًا Overdrive، التي فازت بجائزة تلفزيون الأخبار عن «أفضل عرض سيارات» لثلاث سنوات متتالية. وتترأس بهان البرامج المميزة للقناة التي تقدم العديد من البرامج الرائدة مثل «وزيرات التغيير» و «ما تريده النساء حقًا». حصلت شيرين على جائزة «أفضل برنامج حواري للأعمال» في حفل توزيع جوائز تلفزيون الأخبار لمدة عامين متتاليين على مدار 14 عامًا من تجربتها مع الصحافة التجارية. فازت أيضًأ في عام 2005 بجائزة اتحاد غرف التجارة والصناعة الهندية «امرأة العام» لمساهمتها في وسائل الإعلام  وحصلت على لقب «القائد العالمي الشاب» من المنتدى الاقتصادي العالمي. فازت أيضًا بجائزة «أفضل مذيعة أعمال» في حفل «جوائز تلفزيون الأخبار» في عام 2013.
تقوم بهان بتقديم العديد من العروض وإنتاجها مثل الشباب الأتراك وساعة عمل الهند و The Nation's Business and Power Turks. كما أنها تُرسي وتجمع الأحداث الأرضية لقناة سي ان بي سي 18.

## الجوائز
- أبريل 2005، حصلت على جائزة اتحاد غرف التجارة والصناعة الهندية «امرأة العام».

- أدرجتها مجلة فيرمينا النسائية ضمن 20 وجهًا جميلًا لهذا العام في عددها الصادر في سبتمبر 2005.
- ظهرت على غلاف عدد ديسمبر 2008 من مجلة فيرف.[10]
- ظهرت شيرين ضمن أجمل 50 امرأة في عدد أكتوبر 2008 من مجلة فوغ.
- في عام 2009، اختارها المنتدى الاقتصادي العالمي كواحدة من القادة العالميين الشباب لعام 2009.[11]